# 中華職業棒球大聯盟
中華職業棒球大聯盟（ちゅうかしょくぎょうぼうきゅうだいれんめい、繁体字: 中華職業棒球大聯盟、英語: Chinese Professional Baseball League, CPBL）は、中華民国（台湾）のプロ野球リーグ
及び統括団体である。略称は「台湾職棒」、「中華職棒」、「中華職棒聯盟」、「中華職棒大聯盟」、「CPBL」。日本では、「台湾プロ野球」とも称される。
世界の主要トップリーグの一つに数えられ、人気、実力ともにMLB、NPBに次ぐレベルとなっている。
前身は1989年に発足した「中華職業棒球聯盟」であり、2003年に台湾職業棒球大聯盟と合併し現在の名称となった。リーグ戦の開始は1990年。1990年を「職棒元年」とし、2025年は「職棒三十六年」と呼ばれる。
発足当時の参加チームは兄弟エレファンツ、統一ライオンズ、味全ドラゴンズ、三商タイガースの4チームで、桃園、台中、台南、高雄をはじめ、野球場がある都市を巡回して開催された。

## 加盟球団

### 現在の加盟球団
| 球団名                                 | 繁体字   | 所有                                   | 縁故地 | 本拠地球場                       | 創設   |
| -------------------------------------- | -------- | -------------------------------------- | ------ | -------------------------------- | ------ |
| 中信兄弟 （CTBC Brothers）             | 中信兄弟 | 中国信託商業銀行                       | 台中市 | 台中インターコンチネンタル野球場 | 1984年 |
| 統一ライオンズ （Uni-President Lions） | 統一獅   | 統一企業                               | 台南市 | 台南市立野球場                   | 1989年 |
| 富邦ガーディアンズ （Fubon Guardians） | 富邦悍將 | 富邦集團(中国語版)                     | 新北市 | 新荘体育場野球場                 | 1993年 |
| 楽天モンキーズ （Rakuten Monkeys）     | 樂天桃猿 | 楽天グループ                           | 桃園市 | 楽天桃園野球場                   | 2003年 |
| 味全ドラゴンズ （Wei Chuan Dragons）   | 味全龍   | 頂新國際集團(中国語版)味全食品の親会社 | 台北市 | 台北市立天母野球場               | 1988年 |
| 台鋼ホークス （TSG Hawks）             | 台鋼雄鷹 | 台灣鋼鐵集團(中国語版)                 | 高雄市 | 澄清湖野球場                     | 2022年 |

1. ↑  1999年に一旦解散するも2019年に再加盟

### 過去に加盟していた球団
- 三商タイガース（三商虎、1990 - 1999）
- 時報イーグルス（時報鷹、1993 - 1997）
- 和信ホエールズ（和信鯨、1997 - 2001） → 中信ホエールズ（中信鯨、2002 - 2008）
- 那魯湾太陽（那魯灣太陽、2003[※ 1]） → 誠泰太陽（誠泰太陽、2003） → 誠泰コブラズ（誠泰COBRAS、2004 - 2007） → 米迪亜ティー・レックス（米迪亞暴龍、2008）

1. ↑  それまで台湾職業棒球大聯盟に所属していた台中金剛と嘉南勇士が合併し、中華職業棒球大連盟に球団創設

### 球団名の変遷
- 兄弟エレファンツ（兄弟象、1990 - 2013） → 中信兄弟（中信ブラザース、中信兄弟、2014 - ）
- 統一ライオンズ（統一獅、1990 - 2007） → 統一セブンイレブン・ライオンズ（統一7-ELEVEN獅、2008 - 2018） →　統一ライオンズ（統一獅、2019 - ）
- 俊国ベアーズ（俊國熊、1993 - 1995） → 興農ベアーズ（興農熊、1996前期） → 興農ブルズ（興農牛、1996後期 - 2012） → 義大ライノズ（義大犀牛、2013 - 2016） → 富邦ガーディアンズ（富邦悍將、2017 - ）
- 第一金剛（第一金剛、2003[※ 1]） → La Newベアーズ（La New熊、2004 - 2010） → Lamigoモンキーズ（Lamigo桃猿、2011 - 2019） → 楽天モンキーズ（樂天桃猿、2020 - ）

1. ↑  それまで台湾職業棒球大聯盟に所属していた台北太陽と高屏雷公が合併し、中華職業棒球大連盟に球団創設

## 歴史
- 1989年10月23日 - 中華職業棒球聯盟発足。加盟球団は味全、三商、兄弟、統一。
- 1990年 - 初のシーズン。味全が初代王者となる。
- 1992年 - 1試合平均観客数が歴代最高の6878人を記録。
- 1993年 - 俊国と時報が加盟。
- 1995年11月 - 俊国が興農に球団を売却。
- 1996年2月 - 和信が加盟。
- 1996年6月 - 野球賭博が発覚（黒鷹事件）。以後の人気低迷を招く。
- 1997年2月28日 - 台湾職業棒球大聯盟発足。
- 1997年11月 - 時報が活動休止。
- 1998年 - 1シーズン制とし、プレーオフ制度を採用。
- 1998年9月 - 時報が解散。
- 1999年11月8日 - 三商が解散。
- 1999年12月13日 - 味全が解散。
- 2000年 - 前後期制に戻し、プレーオフ制度を廃止。1試合の平均観客数が歴代最低の1676人に。
- 2002年 - 和信が中信に改名。
- 2003年1月13日 - 台湾大聯盟と合併。中華職業棒球大聯盟発足。那魯湾太陽と第一金剛が加盟。
- 2003年3月13日 - 那魯湾太陽のスポンサーに誠泰がつく。
- 2003年12月 - 那魯湾が誠泰に売却、第一が聲寶に球団を売却、第一はLa Newへ改名。
- 2004年12月 - La Newが球団を買収。
- 2005年 - プレーオフ制度を再採用。
- 2008年2月4日 - 誠泰が米迪亜に球団を売却。
- 2008年2月21日 - 統一が統一セブンイレブン・ライオンズに改名。
- 2008年10月27日 - 米迪亜が野球賭博に関わっていたことが発覚（黒米事件）米迪亜は中華職棒から除名。
- 2008年11月 - 中信が解散を表明。
- 2009年 - 野球賭博が発覚。
- 2010年3月13日・14日 - 全球団からの選抜選手が、（スプリングトレーニング期間中の）MLB・ロサンゼルス・ドジャースと2日間試合を行なう。ドジャースに所属する郭泓志、胡金龍の凱旋試合となる[4][5]。
- 2012年1月6日 - La NewがLamigoモンキーズに改名。
- 2012年3月10日 - 東日本大震災復興支援ベースボールマッチで野球日本代表（侍ジャパン）と対戦。
- 2012年12月17日 - 興農が義大に球団を売却。
- 2014年1月5日 - 兄弟が中信に球団を売却。
- 2016年11月1日 - 義大が富邦に球団を売却。
- 2019年6月24日 - 味全が再加盟。但し2020年シーズンは2軍のみでの参加となる[6]。
- 2019年9月19日 - Lamigoが楽天に球団を売却[7]。
- 2022年2月25日 - 2023年から台湾鋼鉄グループを母体とする新球団・台鋼ホークス（台鋼雄鷹）が参加すると発表。但し2023年シーズンは2軍のみでの参加となり、1軍での参加は2024年以降となる予定[8]。
- 2022年4月27日 - 台鋼が正式加盟[9]。

## 公式戦
1990年 - 1992年
年間90試合（30回総当たり）を前・後期各45試合ずつ（同15回総当たり）行い、各ステージ1位チームが7試合制の総冠軍賽に進出。同一チームの場合はそれを行わず、そのチームが年間王者となる。毎週の基本日程は4チームの総当たり。
1993年 - 1994年
同じく年間90試合を前・後期各45試合ずつだったが、6球団になり年間は18回総当り、各ステージは9回総当りになる。その他の試合方式は変わらず。毎週の基本日程は6チーム中4チームが総あたりで残り2チームは金曜日からの3連戦で。
1995年 - 1996年
年間は100試合に拡大、前・後期各50試合ずつ、よって年間は20回総当たり、各ステージは10回総当たりになる。その他の試合方式は変わらず。毎週の基本日程は6チーム中4チームが総当たりで残り2チームは木曜日からの4連戦で。
1997年
年間は96試合に、前・後期各48試合ずつ、年間は16回総当たり、各ステージは8回総当たりになる。その他の試合方式は変わらず。毎週の基本日程は7チームを毎週違う2グループに別れ、3チームのグループは先攻＆後攻形式の週2回総当たり、4チームのグループは1回総当たり。
1998年
1シーズン制105試合（21回総当たり）のリーグ戦＋プレーオフ制度。毎週の基本日程は各チーム3連戦で1カード。また、この年から本格的にホーム＆アウェイ制を導入した（1997年以前はホームやアウェイの意識が無い）。
1999年
1シーズン制100試合（20回総当たり）のリーグ戦＋プレーオフ制度。毎週の基本日程は2カードが3連戦、1カード4連戦。
2000年 - 2002年
年間90試合（30回総当たり）を前・後期各45試合ずつ（同15回総当たり）行い、各ステージ1位チームが7試合制の決勝戦に進出。同一チームの場合は総冠軍賽では不戦勝の1勝が手に入る。決勝戦の対戦相手は年間2位の球団（2000年から2004年まで使用）。毎週の基本日程は3連戦を2カード行う。
2003年 - 2004年
年間100試合（20回総当たり）、前・後期各50試合ずつ（同10回総当たり）となる。その他の試合方式は変わらず。毎週の基本日程は3連戦が2カード、4連戦が1カード。
2005年 - 2008年
年間100試合（20回総当たり）、前・後期各50試合ずつ（同10回総当たり）は変わらないが、新プレーオフ制度を導入。2005年の毎週の基本日程は2003年、2004年と同じで、2006年は3カードともに4連戦に変更された。半期が各チーム残り10試合の時点は2連戦で週間5カードが日程を終了する。2007年は週6カードを行い、各カードともに2連戦開催し、半期が各チーム残り10試合の時点は週間5カード開催する。2008年も週6カードを行うが、2日間で2連戦から3日間で2連戦をする。また同じ週に同一チームが4日連続試合することがなくなり、全年度の300試合全て同じ編成となる。
2009年 - 2020年
年間120試合（40回総当たり）、前・後期各60試合ずつ（同20回総当たり）となる。
試合開始時刻は平日が18:35、土曜日と日曜日が17:05、4、5、9、10月の日曜日が14:05開始は2009年から2012年のみで、2013年以降は廃止。
2021年 - 2023年
年間120試合（30回総当たり）、前・後期各60試合ずつ（同15回総当たり）となる。
試合開始時刻は平日が18:35、土曜日と日曜日が17:05、4月から5月中旬の日曜日までの14:05開始を2022年より再開。
新型コロナウイルスの影響により、2020年以降はダブルヘッダーが行われない。
2024年 -
年間120試合（24回総当たり）、前・後期各60試合ずつ（同12回総当たり）となる。
1990年の発足時から指名打者(DH)制を採用している。方式は日本のパシフィック・リーグを参考にしている。
外国人選手枠はベンチ入り25人の選手中3人まで登録でき、同時に出場可能なのは2人まで。

## プレーオフ
1998年、1999年
シーズン2位と3位とが2勝先取制で総冠軍賽出場をかけて戦った。1999年シーズン終了後、球団数減少に伴い廃止。
2005年 -
プレーオフシリーズ（季後挑戰賽）の名で再びプレーオフ制度が採用されている。3勝先取制で勝者は台湾シリーズに進出する。

### 出場チーム
前後期で優勝チームが違う場合、両チームの内、年間勝率の高い方が台湾シリーズへ進出。勝率が低い方のチームと、「ワイルドカード」として両チームを除いた4球団で年間勝率が一番高いチームとがプレーオフに出場。
前後期で優勝チームが同じ場合、優勝チームは台湾シリーズへ進出。「ワイルドカード」として優勝チームを除いた5球団で、年間勝率が高い2チームがプレーオフに出場。

### 各年の結果
星取表は勝利チームから見た結果。○は勝利、●は敗戦、☆／★はアドバンテージによる1勝／1敗を表す。
| 開催年 | 勝利チーム | 勝利監督            | 成績  | 星取表 | 相手チーム | 敗北監督 |
| ------ | ---------- | ------------------- | ----- | ------ | ---------- | -------- |
| 1998年 | 味全       | 徐生明              | 2 - 1 | ●○○    | 統一       | 林增祥   |
| 1999年 | 味全       | 徐生明              | 2 - 1 | ●○○    | 統一       | 曾智偵   |
| 2005年 | 誠泰       | 郭泰源              | 3 - 1 | ○●○○   | 統一       | 大橋穰   |
| 2006年 | 統一       | 大橋穰              | 3 - 0 | ○○○    | 興農       | 劉榮華   |
| 2007年 | 統一       | 呂文生              | 3 - 0 | ○○○    | 誠泰       | 吳復連   |
| 2008年 | 兄弟       | 王光輝              | 3 - 0 | ○○○    | La New     | 洪一中   |
| 2017年 | 中信兄弟   | コーリ―・スナイダー | 3 ‐ 1 | ○●○○   | 統一       | 黃甘霖   |
| 2018年 | 統一       | 黃甘霖              | 3 ‐ 1 | ○●○○   | 富邦       | 陳連宏   |
| 2022年 | 中信兄弟   | 林威助              | 3 ‐ 1 | ☆○●○   | 味全       | 葉君璋   |
| 2023年 | 樂天桃猿   | 曾豪駒              | 3 ‐ 1 | ★○○○   | 統一       | 林岳平   |

## 台湾シリーズ
年間王者を決めるシリーズ試合。1990年から2002年までは総冠軍賽（總冠軍賽）の名であったが、2003年から台湾シリーズ（台灣大賽）と改称された。
1996年までは総冠軍賽は交互で後攻チームを担当し、参加チームの勝率が高い方が第1・3・5・7戦の後攻チームとなり、もし前後期完全制覇チームがあると総冠軍賽は行わず優勝決定された。
1997年から2004年までは2-3-2形式に変更、例外として1998年は2-2-1-1-1形式、2002年は2-2-1-1形式で行った。
また、第2次前後期制度がスタートした2000年からは、前後期完全制覇チームがあってもかならず総冠軍賽が開催されることになった。この場合、前後期完全制覇チームは先に1勝のアドバンテージが付き、対戦チームは年間成績で前後期完全制覇チームに次ぐ球団で、優勝決定シリーズは最大6試合開催することになる。6試合で双方ともに3試合のホームゲームを行うが、日程と移動日はリーグが決定する。
2005年から前後期完全制覇チームに1勝のアドバンテージが付くことがなくなり、かわりに試合の興行権利が3-2-2形式に変更され、2005年は日程も3-2-2形式で、最初の移動日は第3戦終了後に組んだ。2006年も試合の興行権利が3-2-2形式であったが、日程は2-3-2形式に戻り、最初の移動日は第2戦終了後に組み、両チームが決定した開催球場次第で第3戦から第4戦に移動するかしないかが決定される。
第3次前後期制度がスタートした2009年以降も2000年から2008年とほぼ同じ制度で総冠軍賽が開催されることになった。この場合、前後期完全制覇チームは先に1勝のアドバンテージが付き、対戦チームは年間成績で前後期完全制覇チームに次ぐ球団で、優勝決定シリーズは最大6試合開催することになるも、前後期完全制覇チームは最大4試合のホームゲームの開催権利を獲得する、日程と移動日はリーグが決定する。
2007年以降は台湾シリーズは2-3-2形式で開催、2017と2018年は2-2-2形式で開催した。

## 八百長問題
台湾社会に隠然たる勢力を持つ暴力団（黒社会）が野球賭博を仕切っていて、八百長を持ちかけることがある。八百長行為は現地で「放水」あるいは「假球」と呼ばれ、1990年代には時報、味全、三商などのチームが解散に追い込まれた。そののち野球賭博にかかわった選手たちは、永久追放に処されることとなる。
しかし連盟のトップ層が引責辞任せず交代していないこともあり、そういった体質は2000年代になってもまったく改善されず、八百長事件によるイメージの悪化によってプロ野球人気は低迷し続けた。問題が収まることはなく、2006年にはLa Newのコーチが暴力団関係者から八百長をするよう脅されたことが明らかとなる。さらに2007年には中信で八百長が発覚し、複数の選手が永久追放処分を受けた。2008年誠泰を買収した米迪亜に至っては球団ぐるみで野球賭博に関与していたことが発覚し、シーズン終了を待たずして除名された。直後に中信も解散に追い込まれ、2009年シーズンは前年の6球団から2球団が消滅した4球団で公式戦を行っている。
それでも 2009年シーズンオフに大規模な八百長問題が発覚した。地元紙によれば、暴力団の関係する野球賭博に4球団中3球団・計14選手の関与が疑われる。14人の中には埼玉西武ライオンズで活躍した張誌家（La New）、MLB球団でも活躍した曹錦輝（兄弟）らスター選手も含まれる。兄弟エレファンツ監督で元阪神タイガース投手の中込伸も一時は身柄を拘束された。これに関して馬英九総統は「過ちは野球でなく人にある」と異例の声明を出した。さらに捜査はアマチュアチームでプレーしている元プロ選手にも及んだ。
マック鈴木は、在籍時に暴力団関係者に八百長を持ち掛けられた事があると後に記者に告白している。
2010年2月10日、台湾検察当局は中込伸、張誌家ら選手監督7人を含む24人を賭博罪、詐欺罪で起訴した。24人の中には台南県県議会議長の呉健保も含まれた。中込は同年4月の初公判で起訴事実を一部認め、7月13日の公判では全て認めた。
八百長が多発した背景には、かつてスター選手の月給が35万台湾ドル（約100万円）程度だったことがあり、現在の待遇はかなり改善されたが、日本やアメリカ、韓国のトップリーグに比べると明らかに見劣りする。また、当時の台湾には公営ギャンブルがなかったため、暴力団が裏稼業として利用しやすかった。
こうした事態に対し、2010年3月20日の開幕戦に馬英九総統が自ら始球式を行い、台湾を代表するスポーツとして公的に支援する必要があると指摘。そのうえで、選手たちが金ほしさに八百長に手を染めないよう、今後4年間で20億台湾元（約57億円）の公的資金を導入し、今後4年間をかけて選手の最低給与や退職金の制度などを整える考えを示した。また大聯盟は、外国人を除くすべての選手が給与の10%を引退するまで連盟側に預け、賭博や八百長にかかわった場合没収する制度を設けるなどの対策を講じた。
八百長事件も一因となって観客数も減少したが、2013 ワールド・ベースボール・クラシックでベスト8進出を果たしたことで人気が再燃し、影響を脱することができた。
また、国際大会の成績の良し悪しも観客数を影響する要因だったが、2015 WBSC プレミア12と2017 ワールド・ベースボール・クラシックの予選リーグ敗退も、人気の影響は最小限で食い止めた。

## 主な日本人選手
主に日本プロ野球（NPB）を戦力外になった日本人選手が挑戦し、NPBでは結果を出せなかったか力の衰えた選手でも、台湾プロ野球では主力として活躍することが多かった。代表格として中山裕章、横田久則、正田樹、鎌田祐哉、真田裕貴がいる。野中徹博はNPB未勝利のまま一度日本で現役を引退し、数年のブランクを経てからの挑戦ながらも主力として活躍。その後、NPBに復帰して初勝利という例もあるが、台湾プロ野球で活躍してNPBに復帰後も活躍を続けた例は基本的には少ない。高津臣吾は、台湾プロ野球は雑なプレーが多くてNPBや韓国プロ野球（KBO）よりレベルが落ちると発言しており、待遇面や設備の至らなさについても言及している。
2010年代になると、チーム数が減少したことに伴い外国人選手枠も減ったため、NPBで実績がある日本人選手も日本各地の独立リーグと契約することが増え、日本人選手は減少傾向となった。2014年に5月まで正田樹が在籍していたのを最後に、2017年シーズン終了まで中華職業棒球大聯盟でプレーした日本人選手はいなかった。
その後、2018年3月に知念広弥が外国人選手として統一に入団した。2019年に川﨑宗則が味全（当時公式戦参加なし）に入団したが、オフに退団。2021年に新たな舞台を模索する田澤純一も味全に加わった。2022年には、楽天を戦力外となっていた牧田和久が中信兄弟に加入した。なお、田澤も牧田も所属は1シーズンのみだった。
その後、2024年に笠原祥太郎（DeNA戦力外）が台鋼ホークスに入団するもシーズン途中で退団、同年8月に吉田一将（オリックス戦力外後、新潟でプレー）が同球団に入団している。また、同年の台鋼は、日本人扱いで埼玉西武ライオンズでプレーしていたが、台湾でのプレーを望んで自主退団していた呉念庭（台湾籍）をドラフト指名している。
NPB未経験の日本人選手として、前述の知念や田澤のほか、金子勝裕、吉見宏明、養父鉄、河本ロバート、小野寺賢人、鈴木駿輔、高塩将樹、二宮衣沙貴、根岸涼がおり、養父は台湾プロでの活躍後にNPB入りを果たしている。このうち、高塩は台湾の社会人野球チームで複数年プレーしていたことからドラフトの対象となり、ドラフト指名で入団に至っている。